# Kwas glutarowy
Kwas glutarowy – organiczny związek chemiczny z grupy kwasów dikarboksylowych.

## Otrzymywanie
Kwas glutarowy można otrzymać w reakcji otwarcia pierścienia butyrolaktonu za pomocą cyjanku potasu otrzymując nitrylokarboksylan potasu, który następnie można zhydrolizować do kwasu dikarboksylowego. Alternatywnie hydroliza, a następnie utlenianie dihydropiranu daje kwas glutarowy. Można go również otrzymać w reakcji 1,3-dibromopropanu z cyjankiem sodu bądź potasu otrzymując dinitryl, którego hydroliza daje kwas dikarboksylowy.